# Programul de televiziune al rețelelor din Statele Unite ale Americii din 1946–1947

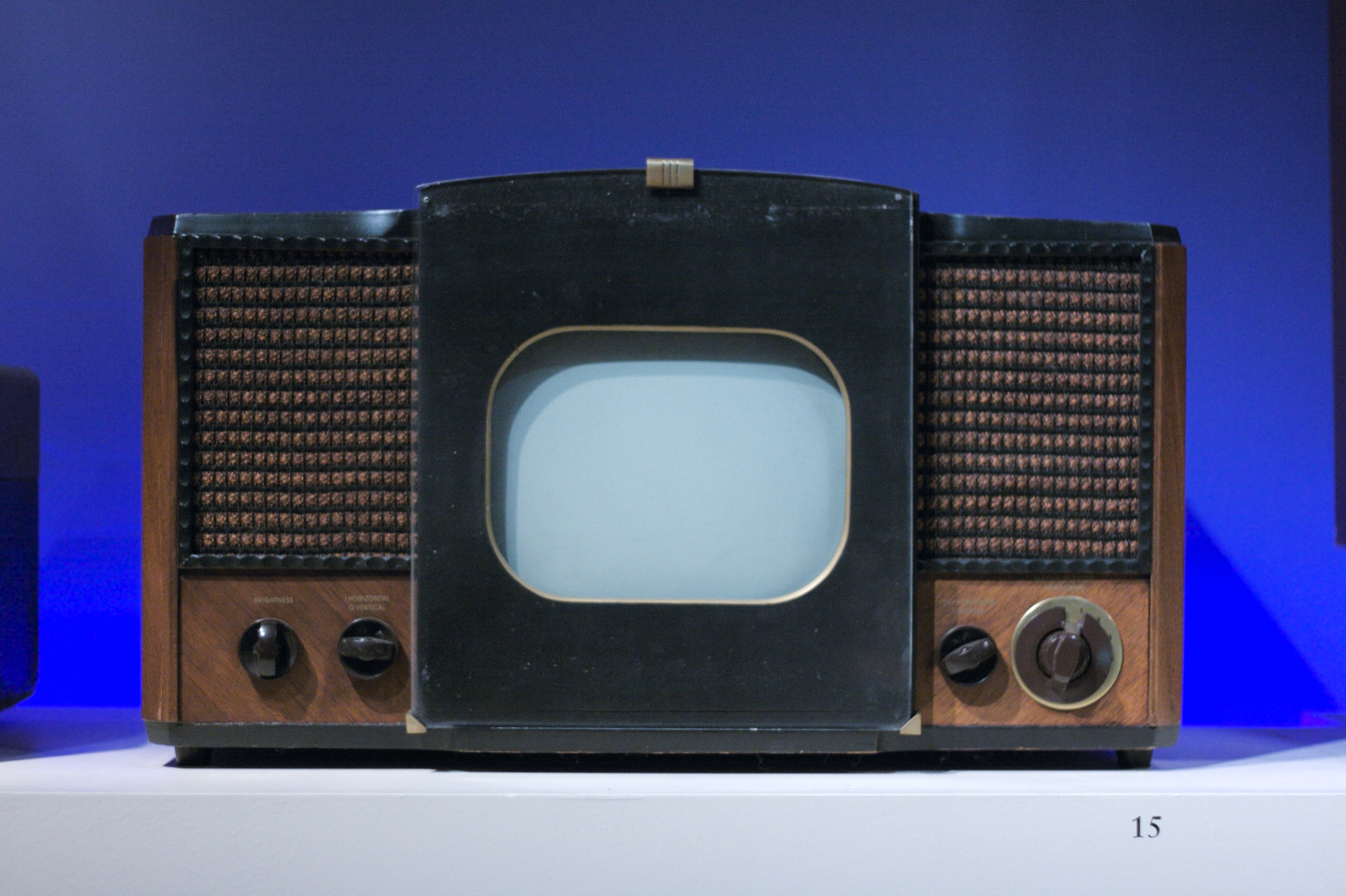
Televizor RCA 630TS din 1946

Programul de televiziune al rețelelor americane din 1946–1947 a fost nominal din septembrie 1946 până în martie 1947, dar ideile de programare erau încă în curs de elaborare și nu au respectat standardele moderne.
Acesta a fost primul „sezon de televiziune de rețea” din Statele Unite ale Americii și numai NBC și DuMont operau rețele. CBS a operat doar un post de televiziune, WCBS, și încă nu și-a transmis programele în alte zone în afară de New York City. În plus, alte câteva companii – inclusiv Mutual, Paramount și ABC – au avut în plan să intre pe piața rețelelor americane în următorii câțiva ani. Cu toate că difuzarea experimentală a început în anii 1930, iar posturile de televiziune au fost licențiate comercial începând cu 1941, abia în 1946 conexiunile prin cablu coaxial au permis stațiilor să partajeze aceleași programe TV. Chiar și atunci, doar câteva orașe de pe Coasta de Est erau conectate.

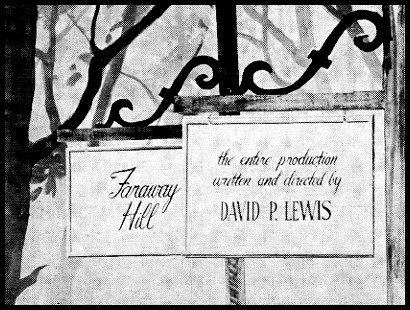
Imagine cu titlul serialului Faraway Hill

Printre serialele notabile incluse în programul din 1946–1947 s-au numărat: prima telenovela TV de rețea, Faraway Hill; seria de varietăți prost primită, dar ambițioasă, Hour Glass; prima emisiune de jocuri televizată în rețea, Cash and Carry (emisiunile anterioare de jocuri au fost doar pe un singur post) și seria de antologie Kraft Television Theatre, care a rulat până în 1958.
Puține transmisii efectuate în acest sezon se mai găsesc, în orice arhivă, dar segmente din Campus Hoopla care datează din 1947 se găsesc în colecția Hubert Chain a celor mai vechi kinescoape încă existente, așa cum sunt păstrate în Biblioteca Congresului (în Moving Image Collection). Înregistrările audio ale transmisiunilor TV în direct ale acestei emisiuni sunt, de asemenea, înregistrate la Biblioteca Congresului din perioada 1946–1947, așa cum au fost înregistrate de la WNBT-TV din New York (stația emblematică originală a NBC din New York City, WNBC-TV de astăzi).

Sigla DuMont

Serialele noi și cele care și-au făcut debutul în rețea în timpul sezonului sunt evidențiate cu caractere aldine. Sfârșitul unui serial este evidențiat cu caractere cursive.

## Legenda
- Albastru deschis indică programul local.
- Verde deschis indică evenimente sportive.
- Mov deschis indică filme.

## Program

### Duminică
| Rețea | Rețea  | 7:00 p.m.     | 7:30 p.m.     | 8:00 p.m.                                                         | 8:30 p.m.                                | 9:00 p.m.                                | 9:30 p.m.     | 10:00 p.m.    | 10:30 p.m.    |
| ----- | ------ | ------------- | ------------- | ----------------------------------------------------------------- | ---------------------------------------- | ---------------------------------------- | ------------- | ------------- | ------------- |
| NBC   | Toamna | Program local | Program local | (8:00 p.m.) Face to Face (8:15 p.m.) Geographically Speaking      | Broadway Previews/NBC Television Theatre | Broadway Previews/NBC Television Theatre | Program local | Program local | Program local |
| NBC   | Iarna  | Program local | Program local | (8:00 p.m.) Face to Face (8:15 p.m.) Bristol-Myers Tele-Varieties | Broadway Previews/NBC Television Theatre | Broadway Previews/NBC Television Theatre | Program local | Program local | Program local |
| NBC   | Vara   | Program local | Program local | (8:00 p.m.) Face to Face (8:15 p.m.) Bristol-Myers Tele-Varieties | Television Screen Magazine               | The Borden Show                          | Program local | Program local | Program local |

### Luni
| Rețea | 7:00 p.m.     | 7:50 p.m.         | 8:00 p.m.                                                        | 8:30 p.m.                                           | 9:00 p.m.                                           | 9:30 p.m.                                           | 10:00 p.m.                                          | 10:30 p.m.                                          |
| ----- | ------------- | ----------------- | ---------------------------------------------------------------- | --------------------------------------------------- | --------------------------------------------------- | --------------------------------------------------- | --------------------------------------------------- | --------------------------------------------------- |
| DMN   | Program local | Program local     | Program local                                                    | Program local                                       | Boxing from Jamaica Arena                           | Boxing from Jamaica Arena                           | Boxing from Jamaica Arena                           | Boxing from Jamaica Arena                           |
| NBC   | Program local | The Esso Newsreel | (8:00 p.m.) Voice of Firestone Televues (8:10 p.m.) scurtmetraje | Boxing from St. Nicholas Arena (întrebare deschisă) | Boxing from St. Nicholas Arena (întrebare deschisă) | Boxing from St. Nicholas Arena (întrebare deschisă) | Boxing from St. Nicholas Arena (întrebare deschisă) | Boxing from St. Nicholas Arena (întrebare deschisă) |

### Marți
| Rețea | Rețea     | 7:00 p.m.      | 7:30 p.m.            | 8:00 p.m.     | 8:30 p.m.    | 9:00 p.m.               | 9:30 p.m.      | 10:00 p.m.    | 10:30 p.m.    |
| ----- | --------- | -------------- | -------------------- | ------------- | ------------ | ----------------------- | -------------- | ------------- | ------------- |
| DMN   | Toamna    | Program local  | Program local        | Play the Game | scurtmetraje | Serving Through Science | Program local  | Program local | Program local |
| DMN   | Primăvara | Program local  | Program local        | Play the Game | scurtmetraje | Serving Through Science | Cash and Carry | Program local | Program local |
| DMN   | Vara      | Small Fry Club | Highway to the Stars | Film western  | Film western | Program local           | Program local  | Program local | Program local |

### Miercuri
| Rețea | Rețea     | 7:00 p.m.     | 7:30 p.m.                            | 8:00 p.m.                            | 8:30 p.m.                                                                    | 9:00 p.m.     | 9:30 p.m.                 | 10:00 p.m.                | 10:30 p.m.                |
| ----- | --------- | ------------- | ------------------------------------ | ------------------------------------ | ---------------------------------------------------------------------------- | ------------- | ------------------------- | ------------------------- | ------------------------- |
| DMN   | DMN       | Program local | Program local                        | Magic Carpet (travelogue)            | Program local                                                                | Faraway Hill  | Boxing from Jamaica Arena | Boxing from Jamaica Arena | Boxing from Jamaica Arena |
| NBC   | Toamna    | Program local | Program local                        | Program local                        | Program local                                                                | Program local | Program local             | Program local             | Program local             |
| NBC   | Primăvara | Program local | Kraft Television Theatre (din 7 mai) | Kraft Television Theatre (din 7 mai) | (8:30 p.m.) In the Kelvinator Kitchen (din 21 mai)/(8:45 p.m.) Program local | Program local | Program local             | Program local             | Program local             |

### Joi
| Rețea | Rețea     | 7:00 p.m.     | 7:30 p.m.                                               | 8:00 p.m.        | 8:30 p.m.    | 9:00 p.m.                              | 9:30 p.m.     | 10:00 p.m.    | 10:30 p.m.    |
| ----- | --------- | ------------- | ------------------------------------------------------- | ---------------- | ------------ | -------------------------------------- | ------------- | ------------- | ------------- |
| DMN   | Toamna    | Program local | Program local                                           | Vera Massey Show | scurtmetraje | Cash and Carry                         | Program local | Program local | Program local |
| DMN   | Iarna     | Program local | Program local                                           | Melody Bar Ranch | scurtmetraje | Cash and Carry                         | Program local | Program local | Program local |
| DMN   | Primăvara | Program local | Program local                                           | Melody Bar Ranch | scurtmetraje | Program local                          | Program local | Program local | Program local |
| DMN   | Vara      | Program local | King Cole's Birthday Party                              | Melody Bar Ranch | scurtmetraje | Program local                          | Program local | Program local | Program local |
| NBC   | NBC       | Program local | (7:30 p.m.) In Town Today (7:50 p.m.) The Esso Newsreel | Hour Glass       | Hour Glass   | Famous Fights (Boxing film highlights) | Program local | Program local | Program local |

### Vineri
| Rețea | Rețea            | 7:00 p.m.     | 7:30 p.m.                                     | 8:00 p.m.                                                        | 8:30 p.m.                                                        | 9:00 p.m.                                              | 9:30 p.m.                                              | 10:00 p.m.                                             | 10:30 p.m.                                             |
| ----- | ---------------- | ------------- | --------------------------------------------- | ---------------------------------------------------------------- | ---------------------------------------------------------------- | ------------------------------------------------------ | ------------------------------------------------------ | ------------------------------------------------------ | ------------------------------------------------------ |
| DMN   | DMN              | Program local | Program local                                 | Film western                                                     | Film western                                                     | Wrestling from Jamaica Arena                           | Wrestling from Jamaica Arena                           | Wrestling from Jamaica Arena                           | Wrestling from Jamaica Arena                           |
| NBC   | Toamna           | Program local | Television Quarterback (până pe 20 decembrie) | (8:00 p.m.) You Are an Artist (8:15 p.m.) Let's Rhumba           | (8:30 p.m.) I Love to Eat (8:45 p.m.) The World in Your Home     | Boxing from Madison Square Garden (întrebare deschisă) | Boxing from Madison Square Garden (întrebare deschisă) | Boxing from Madison Square Garden (întrebare deschisă) | Boxing from Madison Square Garden (întrebare deschisă) |
| NBC   | Iarna            | Program local | Campus Hoopla (din 27 decembrie)              | (8:00 p.m.) You Are an Artist (8:15 p.m.) Program local          | (8:30 p.m.) I Love to Eat (8:45 p.m.) The World in Your Home     | Boxing from Madison Square Garden (întrebare deschisă) | Boxing from Madison Square Garden (întrebare deschisă) | Boxing from Madison Square Garden (întrebare deschisă) | Boxing from Madison Square Garden (întrebare deschisă) |
| NBC   | Primăvara        | Program local | Campus Hoopla (din 27 decembrie)              | (8:00 p.m.) You Are an Artist (8:15 p.m.) The World in Your Home | I Love to Eat                                                    | Boxing from Madison Square Garden (întrebare deschisă) | Boxing from Madison Square Garden (întrebare deschisă) | Boxing from Madison Square Garden (întrebare deschisă) | Boxing from Madison Square Garden (întrebare deschisă) |
| NBC   | Primăvara târziu | Program local | Program local                                 | Campus Hoopla                                                    | (8:30 p.m.) You Are an Artist (8:45 p.m.) The World in Your Home | Boxing from Madison Square Garden (întrebare deschisă) | Boxing from Madison Square Garden (întrebare deschisă) | Boxing from Madison Square Garden (întrebare deschisă) | Boxing from Madison Square Garden (întrebare deschisă) |

## După rețea
Unele dintre serialele de mai jos nu sunt afișate în program, deoarece ziua și ora difuzării acestora nu sunt cunoscute în prezent.

### Du Mont
| Seriale care revin - Boxing from Jamaica Arena - Cash and Carry - Magic Carpet - Melody Bar Ranch - Vera Massey Show - Film western | Seriale noi/Premiere în rețea - Doorway to Fame * - Faraway Hill - King Cole's Birthday Party * - Movies for Small Fry * - Play the Game - Serving Through Science |

### NBC
| Seriale care revin - Duffy's Tavern - The Esso Newsreel - Face to Face - Hour Glass - I Love to Eat - In Town Today - NFL Football Magazine - Television Quarterback - Voice of Firestone Televues - The World in Your Home | Seriale noi/Premiere în rețea - The Borden Show * - Boxing from Madison Square Garden - Boxing from St. Nicholas Arena - Bristol-Myers Tele-Varieties * - Broadway Previews - Campus Hoopla * - Geographically Speaking - Hour Glass * - In the Kelvinator Kitchen * - Juvenile Jury * - Kraft Television Theatre * - Let's Rhumba - Musical Merry-Go-Round * - NBC Television Theatre - Television Screen Magazine - You Are an Artist |

Notă: * indică faptul că programul a fost introdus la mijlocul sezonului.